# Centrale nucleare di Haiyang
La centrale nucleare di Haiyang è una centrale nucleare cinese situata presso la città di Haiyang, nella provincia dello Shandong. La centrale è la terza ad avere Reattori di III+ gen e la seconda ad avere AP1000 in Cina.
L'impianto è previsto essere composto da 2 reattori AP1000  e 6 CAP1000 da 1000 MW ognuno.